# Hoàng Minh Đạo
Hoàng Minh Đạo, tên thật Đào Phúc Lộc, (1923 – 1969) là một sĩ quan tình báo của Việt Nam Dân chủ Cộng hòa thời chiến tranh Việt Nam. Ông phụ trách phòng Tình báo Quân ủy của nước Việt Nam Dân chủ Cộng hòa từ lúc mới thành lập.
Ông được coi là người đầu tiên xây dựng nền móng cho sự thành lập của ngành tình báo Việt Nam từ sau Cách mạng tháng Tám năm 1945, và là một trong những nhân vật quan trọng sáng lập ra Ban địch tình Xứ ủy Nam Kỳ và ngành Binh vận vào thời điểm 1954 – 1955.

## Tiểu sử
Hoàng Minh Đạo sinh ra trong một gia đình viên chức có truyền thống yêu nước ở thôn Vườn Trầu, xã Hải Xuân, thành phố Móng Cái (Quảng Ninh). Tên khai sinh của ông là Đào Phúc Lộc. Ông tham gia cách mạng khi còn ở tuổi thiếu niên và hi sinh khi còn khá trẻ.
Ông tham gia phong trào thanh niên, học sinh yêu nước ở Hải Phòng và được kết nạp vào Đảng Cộng sản Đông Dương năm 1939 và trở thành người giữ liên lạc của đồng chí Tô Hiệu.
Năm 1940, trong một chuyến công tác, Đào Phúc Lộc bị bắt, bị kết án 2 năm tù, bị tra tấn dã man nhưng thực dân Pháp không khai thác được gì ở người thanh niên dũng cảm này. Chúng đưa ông về Móng Cái quản thúc trong thời gian 5 năm.
Năm 1943 – 1945, với nhiệm vụ được Trung ương Đảng giao, Đào Phúc Lộc với bí danh Hoàng Minh Đạo đã hoàn thành xuất sắc nhiệm vụ, đã giáo dục, bồi dưỡng, đào tạo cho cách mạng nhiều hạt giống tốt, nhiều người trưởng thành là cán bộ nòng cốt trong quân đội và đặc biệt trong ngành tình báo từ những năm đầu kháng chiến chống Pháp.  
Trong thời kỳ chỉ huy và hoạt động tình báo ở miền Bắc, Đào Phúc Lộc đã xây dựng được nhiều cơ sở bí mật, nhiều cộng tác viên của mình trong nội thành Hà Nội, trong số đó có thể kể đến gia đình ba chị em ở nhà số 41 (sau đó là nhà số 36) phố Lò Sũ, Hà Nội. Người chị cả là bà Nguyễn Thị Kíu, em trai là Nguyễn Công Cầu và em gái út là Nguyễn Thị Hiền. Bà Kíu và ông Cầu là hai chủ tiệm bánh kẹo Tùng Hiên nổi tiếng ở Hà Nội và quanh vùng lúc bấy giờ.
Cách mạng Tháng Tám thành công, Đào Phúc Lộc về Hà Nội nhận nhiệm vụ là Trưởng phòng Tình báo thuộc Bộ Tổng Tham mưu khi mới 22 tuổi, dưới sự chỉ đạo trực tiếp của Chủ tịch Quân ủy hội Võ Nguyên Giáp và Tổng tham mưu trưởng Hoàng Văn Thái.
Từ một liên lạc viên ông trở thành Trưởng phòng tình báo đầu tiên của Quân uỷ hội, ông lần lượt nắm giữ nhiều chức vụ quan trọng như: Trưởng ban quân báo Nam Bộ, Phó Ban binh vận Trung ương cục Miền Nam, Ủy viên thường vụ Khu uỷ Sài Gòn – Gia Định, Bí thư Khu 5 – Bí thư phân khu I Sài Gòn - Gia Định, Chính uỷ lực lượng Biệt động Sài Gòn.
Vào một đêm tháng 12 năm 1969, đoàn công tác của ông trên đường về họp tại trung ương Cục đã sa vào ổ phục kích của địch, ông cùng đồng đội của mình đã hy sinh trên sông Vàm Cỏ Đông. Bí thư Trung ương Cục miền Nam Nguyễn Văn Linh đã hai lần chỉ đạo Tư lệnh Phân khu I Tám Lê Thanh tìm kiếm thi hài của ông nhưng không có kết quả.
Ngày 8 tháng 8 năm 1998, lễ truy điệu liệt sĩ Đào Phúc Lộc được tổ chức long trọng tại Thành phố Hồ Chí Minh. Hiện di hài của ông được an táng tại Nghĩa trang liệt sĩ Thành phố Hồ Chí Minh.

## Gia đình
Ông lập gia đình hai lần, cả hai người vợ đều là đồng chí, đồng đội của ông. Người vợ đầu là bà Hoàng Minh Phụng, một nữ chiến sĩ tình báo không may mất sớm vì căn bệnh sốt rét ác tính tại chiến khu Việt Bắc, để lại một con gái mới tròn hai tuổi. Họ Hoàng trong bí danh Hoàng Minh Đạo chính là họ của bà Minh Phụng. Người vợ thứ hai sau này là bà Bùi Ngọc Hường, hay còn gọi là chị Sáu Dân, Năm Ngọc, bà sinh cho ông ba người con.
- Đào Thị Minh Vân – con của ông Đào Phúc Lộc với người vợ quá cố Minh Phụng - hiện là tổng giám đốc một công ty liên doanh Sae Young.
- Đào Minh Ngọc là tiến sĩ toán cơ, hiện là cộng tác viên của Viện Hàn lâm Khoa học Nga.
- Đào Minh Thu hiện là Phó phòng Hợp tác đầu tư của UBND Thành phố Hồ Chí Minh.
- Đào Minh Hồng: tiến sĩ sử học tốt nghiệp ở Nga, hiện là giảng viên Trường đại học khoa học xã hội và nhân văn.[7]

## Nhận định
Ông Nguyễn Văn Linh, nguyên Tổng bí thư Đảng cộng sản Việt Nam đã viết về ông: "Có nhiều thời gian công tác với đồng chí Đạo tại chiến khu miền Nam, Campuchia, khu ủy Sài Gòn – Gia Định, tôi thấy: đồng chí Hoàng Minh Đạo còn có nhiều bí danh khác như Năm Thu, Năm Đời, Năm Sài Gòn – là một đồng chí trung kiên, luôn hoàn thành tốt nhiệm vụ được Đảng phân công, tận tụy với Đảng cho tới ngày hi sinh"
Ông Võ Văn Kiệt, nguyên Thủ tướng Chính phủ nói chuyện với Đào Thị Minh Vân, con gái Hoàng Minh Đạo: "Chú vẫn giữ những ấn tượng sâu sắc về ba cháu, một cán bộ gương mẫu và luôn hoàn thành nhiệm vụ được trao, một người đồng chí chân thành, cởi mở, lạc quan, trong gần mười năm cùng công tác ở Khu ủy Sài Gòn – Gia Định. Chú mong cháu luôn cố gắng, xứng đáng với ba cháu".
Đại tướng Võ Nguyên Giáp nói: "Tôi rất cảm động hôm nay gặp mặt cháu Đào Thị Minh Vân, con gái đồng chí Hoàng Minh Đạo, đã được Quân ủy Trung ương cử đi làm Trưởng ban quân báo Nam Bộ từ năm 1948. Anh đã hoàn thành nhiệm vụ xuất sắc. Nhớ tới anh Đạo, tôi mong rằng con và cháu của anh noi gương của ông, của cha, học tập tốt, lao động tốt, phục vụ nhân dân, phục vụ Tổ quốc, xứng đáng là con cháu của Bác Hồ, đáp ứng lòng mong mỏi của anh Đạo".

## Tái hiện cuộc đời

### Văn học
Cuộc đời ông được tái hiện trong tác phẩm văn học "Chân dung một nhà tình báo" của nhà văn Hàn Song Thanh, xuất bản năm 1999.
Cuốn sách "Khúc bi tráng trên sông Vàm Cỏ" được xuất bản lần thứ nhất vào năm 2008.("Chuyện chưa biết về người anh hùng" được xuất bản lần thứ nhất vào năm 2002)
Ngày 19 tháng 12 năm 2014, Đào Thị Minh Vân (con của ông Đào Phúc Lộc với người vợ quá cố Minh Phụng) ra mắt cuốn tự truyện “Không thể mồ côi”– tác phẩm hưởng ứng Cuộc thi sáng tác tiểu thuyết, truyện và ký về đề tài “Vì an ninh Tổ quốc và bình yên cuộc sống” (2012 – 2015) do Bộ Công an và Hội Nhà văn Việt Nam tổ chức.

### Phim
Cuộc đời hoạt động của ông đã được dựng thành phim vào năm 2006. Chân dung nhà tình báo, liệt sĩ anh hùng Đào Phúc Lộc qua lời kể của thân nhân, đồng đội, một số vị lãnh đạo cao cấp và nổi tiếng cùng những cuốn sách viết về cuộc đời ông đã được các nhà làm phim của Công ty nghe nhìn – Đài phát thanh truyền hình Hà Nội xây dựng thành một bộ phim dài tập. Bộ phim có tên là Con đường sáng (lấy cảm hứng từ bí danh của ông: Minh Đạo), nhân vật chính là Hoàng Minh Đạo do diễn viên Xuân Bắc thủ vai của đạo diễn Phạm Việt Thanh – Nguyễn Đức Việt.
Bộ phim đã được khởi chiếu vào dịp tết âm lịch Mậu Tý 2008 trên kênh H của Đài phát thanh – Truyền hình Hà Nội.

## Vinh danh
Đào Phúc Lộc được Nhà nước Việt Nam truy tặng danh hiệu Anh hùng lực lượng vũ trang nhân dân ngày 10 tháng 8 năm 1998 và truy tặng Huân chương Hồ Chí Minh năm 1999. 
Tại các thành phố lớn như Hà Nội, Thành phố Hồ Chí Minh... đều có những đường, phố mang tên ông. Tại Hà Nội, tên bí danh "Hoàng Minh Đạo" ông được đặt cho một con phố tại Quận Long Biên Tại Quảng Ninh, quê hương ông, tên khai sinh Đào Phúc Lộc của ông được đặt cho tuyến đường kéo dài từ đường Hùng Vương đến phố Vườn Trầu thuộc phường Trần Phú, thành phố Móng Cái.